# Žofie Britská
Žofie Britská (Sophia Matilda; 3. listopadu 1777, Buckinghamský palác, Londýn – 27. května 1848, Kensingtonský palác, Londýn) byla dvanáctým dítětem a pátou dcerou krále Jiřího III. a královny Šarloty. Žofie je možná nejlépe známá díky fámám o údajném nemanželském dítěti, které porodila jako mladá žena.
V mládí si byla nejbližší s otcem, který upřednostňoval své dcery nad syny; stejně jako její sestry však žila v bázni ze své matky. Princezny byly vzdělané, ale vyrostly v přísné domácnosti. Přestože se mu nelíbila představa manželství jeho dcer, král Jiří zamýšlel najít jim vhodné manžely, až dosáhnou vhodného věku. Avšak královy opakující se záchvaty šílenství, stejně jako touha královny, aby její dcery žily své životy jako její společnice, zastavily pro většinu princezen možnost sňatku. Výsledkem bylo, že Žofie a všechny její sestry kromě jedné vyrůstaly v matčině klášterní domácnosti, kterou často nazývali „ženský klášter“.
Přestože se nikdy nevdala, rozšířily se zprávy, že otěhotněla s Thomasem Garthem, služebníkem svého otce, a v létě 1800 mu porodila nemanželského syna. Jiné drby tvrdily, že dítě bylo produktem znásilnění jejím starším bratrem vévodou z Cumberlandu, který byl hluboce nepopulární. Historikové nejsou v otázce Žofiina nemanželského dítěte jednotní, protože někteří věří, že porodila Garthovo dítě, zatímco jiní tvrdí, že to byly jen příběhy šířené politickými nepřáteli královské rodiny.
Úsilí prince regenta získat pro své sestry větší nezávislost byly urychleny smrtí královny Šarloty v roce 1818. Ve svých posledních letech Žofie bydlela v domácnosti své neteře princezny Viktorie z Kentu (budoucí královny Viktorie) v Kensingtonském paláci. Tam se dostala pod vliv Viktoriina kontrolora, sira Johna Conroye, který využil její senilitu a slepotu; kolovaly také fámy, že Žofie měla Conroye v úctě kvůli jeho schopnosti účinně se vypořádat s „tyranskou neodbytností“ předpokládaného Žofiina nemanželského syna. Žofie často působila jako jeho špiónka v kensingtonské domácnosti a také u svých dvou starších bratrů, zatímco Conroy promrhal většinu jejích peněz. Princezna zemřela 27. března 1848 ve věku 70 let v Kensingtonském paláci.

## Dětství

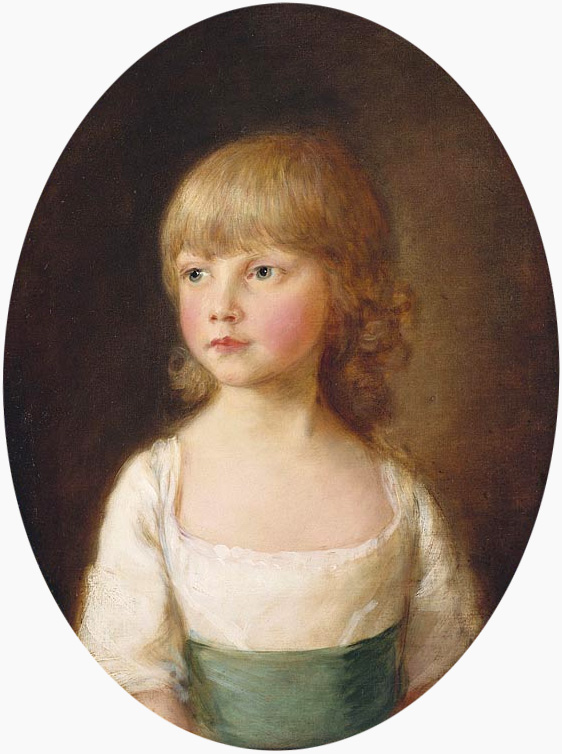
Princezna Žofie ve věku 5 let v roce 1782.

Princezna Žofie se narodila v Buckinghamském paláci v Londýně 3. listopadu 1777 jako dvanácté dítě a pátá dcera britského krále Jiřího III. a jeho manželky Šarloty Meklenbursko-Střelické. Malá princezna byla pokřtěna 1. prosince 1777 ve sněmovně Velké rady v St James's Palace canterburským arcibiskupem Frederickem Cornwallisem. Jejími kmotry byli August Sasko-Gothajsko-Altenburský, brunšvicko-wolfenbüttelská vévodkyně a meklenburská vévodkyně, všichni byli přítomni jen v zastoupení.

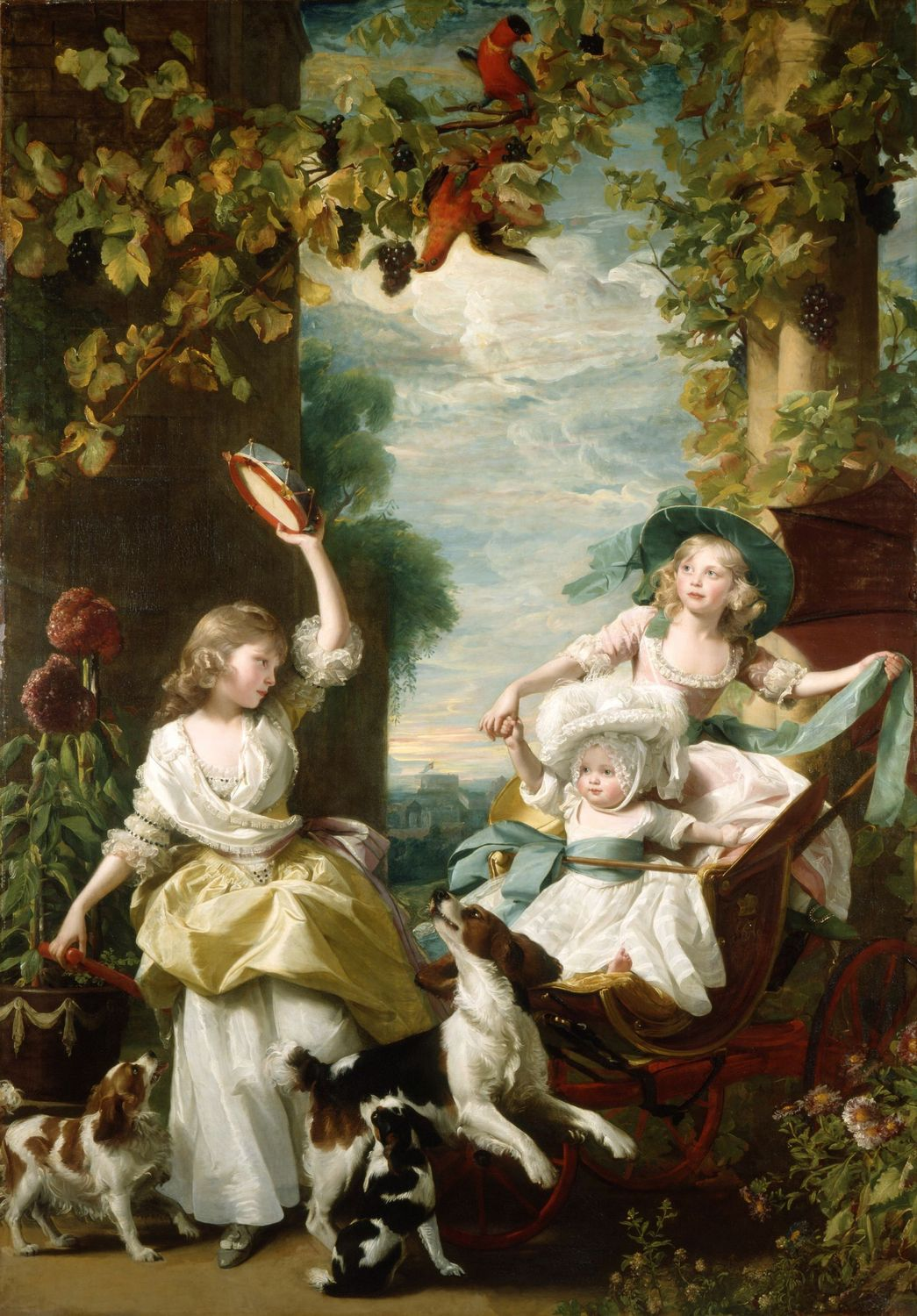
Žofie (vpravo) se svými sestrami Marií a Amélií, asi rok 1785.

Po jejím narození král Jiří zajistil, aby jeho dcery a mladší synové dostávali rentu; prostřednictvím ustanovení parlamentu měly Žofie a její starší sestry po svatbě nebo po králově smrti obdržet roční příjem 6 000 liber. Královská domácnost byla velmi přísná a formální, i když v soukromí byla spolu pouze královská rodina. Například, když král vstoupil do místnosti, očekávalo se, že jeho dcery vstanou, budou mlčet, dokud je neosloví, a neodejdou, dokud nedostanou svolení. Královna Šarlota se snažila šetřit všude, kde to bylo možné; mladší princezny nosily venkovské šaty, které byly levnější, a jedly obyčejné jídlo.
Žofiin raný život se soustředil na vzdělání. Její guvernantkou, stejně jako všech ostatních dětí, byla Charlotte Finchová. Stejně jako v případě přísného vzdělání a disciplíny, kterou dostávali její bratři, Lady Charlotte prostřednictvím subguvernantek vybraných královnou Šarlotou zajistila odborné lektory, kteří princeznám dávali lekce angličtiny, francouzštiny, hudby, umění a zeměpisu; Žofie a její sestry měly také dovoleno se svými bratry sportovat a hrát divoké hry. Královna se snažila spojit zábavu svých dcer se vzděláním. Žofie a její sourozenci byli vychováváni divadlem a bavili se zvláštními představeními. Princezna Žofie se poprvé objevila na veřejnosti, když doprovázela své rodiče a starší sourozence na oslavu památky Georga Friedricha Händela, která se konala ve Westminsterském opatství dne 26. května 1784.
Žofiin otec se podílel na její rané výchově a upřednostňoval své dcery před svými syny, což bylo pro muže 18. století neobvyklé. Když to bylo možné, navštěvoval narozeninové oslavy princezen a další speciální akce a byl informován o jejich pokroku ve vzdělání. Rodinný přítel jednou poznamenal: "Nikdy jsem neviděl krásnější děti ani příjemnější pohled, než je králova láska k nim." Na druhou stranu královna Šarlota vyvolávala ve svých dcerách strach a podle královského historika A. W. Purduea nebyla „příliš mateřská“.

## Dospívání
V roce 1792 byly Žofie a její sestra Marie zapojeny do více rodinných aktivit a ve čtrnácti letech debutovala Žofie u dvora v den narozenin svého otce, 4. června 1792. Podle životopisce Christophera Hibberta byla Žofie ve své mladé dospělosti „nádherná, i když náladová dívka, hezká, jemná a vášnivá“. Stejně jako v dětství byla Žofie oddaná svému otci, i když ji občas rozčiloval. Napsala, že „drahý král je ke mně velmi laskavý a nemohu říci, jak vděčná za to jsem“. Před rokem 1788 řekl král Jiří svým dcerám, že je vezme do Hannoveru a najde jim vhodné manžely navzdory obavám, které měl a které pramenily z nešťastných manželství jeho sester. Poznamenal: „Nemůžu popřít, že jsem si nikdy nepřál, aby se některá z nich vdala: jsem šťastný v jejich společnosti a ani v nejmenším si nepřeji jejich odchod." Král však toho roku, když bylo Žofii jedenáct let, utrpěl první záchvat šílenství. Žofie o chování svého otce poznamenala: "Je pro mě samá náklonnost a laskavost, ale někdy až přílišná laskavost, jestli tomu rozumíš, což mě velmi znepokojuje." V letech 1801 a 1804 došlo k dalším královým propadům do nepříčetnosti, čímž se předešlo řečem o svatbě pro jeho dcery. Otázka manželství byla vznesena jen zřídka; královna Šarlota se bála, že toto téma, které krále vždy znepokojovalo, by ho přivedlo opět k nepříčetnosti. Kromě toho královna, napjatá nemocí svého manžela, chtěla, aby jí princezny zůstaly nablízku.
V důsledku toho byla princezna Žofie, stejně jako většina jejích sester, nucena žít svůj život jako společnice své matky. Princezny se nesměly setkávat s nikým mimo královský dvůr a jen zřídka přišly do kontaktu s jinými muži než pážaty nebo sluhy. Dívky, které byly neustále hlídány, si často stěžovaly na život v „klášteře“. Pro pobavení jim královna četla kázání a princezny se cvičily ve vyšívání. Při jedné příležitosti Žofie napsala, že jejich dny byly tak „smrtelně nudné... Přála jsem si klokana."
Princess Royal byla jediná ze sester, která se vdala relativně mladá. Zbytek princezen se neobešel bez nápadníků, ale většinu různých mužských snah zastavila královna Šarlota. Většina dívek toužila po vlastních rodinách a dětech a často žádaly prince z Walesu, kterému zůstávaly nablízku, o pomoc, ať už při hledání manželů, aby jim dovolil vzít si jejich lásky, nebo jim umožnil žít mimo domácnost královny Šarloty. Vděčná Žofie jednou v žertu napsala svému bratrovi: "Zajímalo by mě, jestli nehlasujete pro to, abyste nás dali do pytle a utopili v Temži." Než se stal Jiří regentem, neměl moc pomoci svým sestrám. Když se v roce 1811 stal regentem, zvýšil Žofii a dalším neprovdaným sestrám rentu z 10 000 na 13 000 liber. Podporoval také jejich touhu vydat se do společnosti. Královna Šarlota byla těmito pokusy pobouřena a princ-regent musel obě strany usmířit, aby si jeho sestry mohly ještě užít určitou nezávislost.

### Nemanželské dítě
Za Žofiina života kolovaly různé fámy o jejím údajném incestním vztahu s bratrem Arnoštem Augustem z Cumberlandu, který se stal později hannoverským králem. Princ regent údajně varoval své sestry, aby nebyly samy v jedné místnosti s vévodou, a Cumberland byl mezi Brity hluboce neoblíbený. Není jasné, zda byly tyto fámy pravdivé nebo zda je šířili četní vévodovi političtí nepřátelé.
Žofie a několik jejích sester se kvůli omezenému přístupu ke způsobilým mužům zapletlo s dvořany a jezdci (pobočníky vysoce postavených členů královské rodiny). Žofie vstoupila do vztahu s hlavním otcovým jezdcem, generálmajorem Thomasem Garthem, mužem o třicet tři let starším než ona. Na tváři měl velké fialové mateřské znaménko, což způsobilo, že ho Žofiina sestra Marie nazývala „fialovým světlem lásky“ a dvořan a diarista Charles Greville ho nazýval „ohavným starým ďáblem“. Navzdory tomu jedna dvorní dáma poznamenala, že "princezna do něj byla tak silně zamilovaná, že to všichni viděli. Nedokázala se v jeho přítomnosti ovládnout." Greville si o záležitostech Žofiie a jejích sester napsal do deníku: „Ženy se zamilují do čehokoli – a příležitosti a náhody vášní jsou důležitější než jakékoli pozitivní přednosti mysli nebo těla... [Princezny] byly odloučeny od světa, stýkaly se s málo lidmi – jejich vášně se rozproudily a byly připraveny padnout do rukou prvního muže, kterému okolnosti umožnily, aby se k nim dostal."
Drby brzy mluvily o existenci nemanželského dítěte. Někteří historikové tvrdí, že Žofie porodila před srpnem 1800 ve Weymouthu dítě, jehož otcem byl Garth. Spisovatelka Flora Fraserová věří fámám, že Žofie měla dítě, ale ptala se, zda dítě zplodil Garth nebo Žofiin bratr vévoda z Cumberlandu. Historikové dále píší, že dítě, pokřtěné Thomas Garth jako jeho otec, vychoval jeho otec ve Weymouthu, kam ho matka občas navštěvovala. V roce 1828 se mladý Thomas zřejmě pokusil vydírat královskou rodinu jistými usvědčujícími dokumenty od svého otce o údajném vztahu jeho rodičů, ale jeho pokusy skončily neúspěchem.
Naopak britský genealog Anthony J. Camp zpochybňuje přesvědčení, že měla Žofie dítě, a poskytuje podrobné shrnutí dostupných důkazů. Ve své knize Royal Babylon: the Alarming History of European Royalty autor Karl Shaw píše o možnosti, že vévoda znásilnil svou sestru, cituje důkazy z deníků Charlese Grevilla a další faktory. Historik Gillian Gill věří, že Žofie tajně porodila dítě a to bylo důvodem, proč se nikdy nevdala. Britská autorka Alison Weirová a další píší o možnosti sňatku mezi Žofií a Garthem v témže roce, kdy se narodilo dítě, ale neexistuje žádný jiný důkaz, který by toto tvrzení podpořil, než přítomnost snubního prstenu na portrétu Žofie.

## Pozdější život

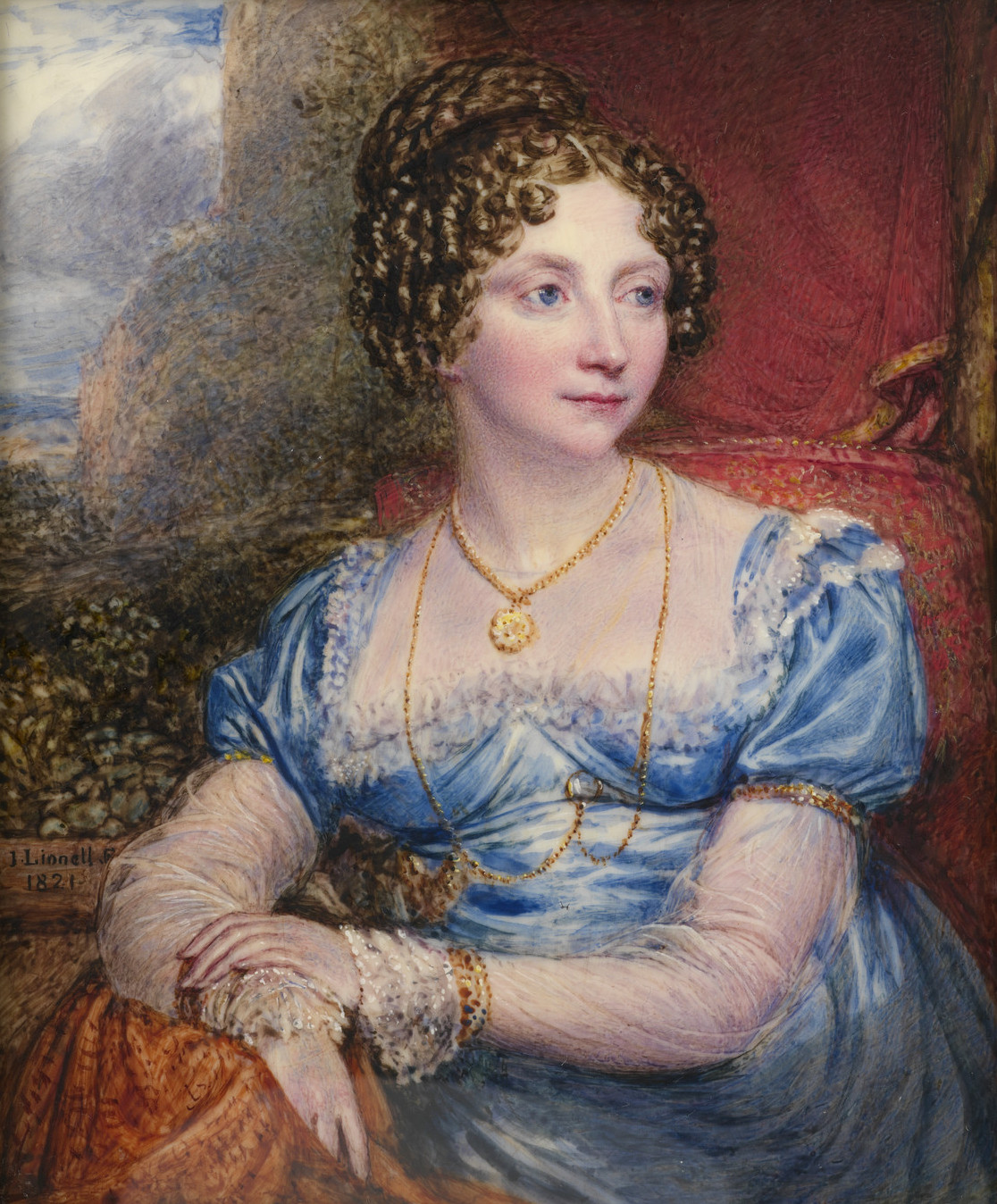
Princezna Žofie, asi rok 1821. Malováno Johnem Linnellem.

Žofie byla oblíbenkyní své neteře Šarloty, princezny z Walesu, protože se mladé princezně líbila její něžná povaha a byla do jisté míry okouzlena drby kolem Žofiiny minulosti. Šarlota nenáviděla své ostatní tety a jednou napsala: "Stěží můžu uvěřit, že [Žofie] k nim patří – tak úplně jiná je v myšlenkách, názorech, záležitostech. Její ušlechtilost a upřímnost mysli ji zde neřadí mezi oblíbené. Neustálé intriky může ona jen těžko podporovat." Úsilí prince regenta pomoci svým sestrám vedlo ke sňatkům Marie a Alžběty a smrt královny Šarloty v roce 1818 umožnila Augustě a Žofii jejich domácí svobodu, na svatbu však bylo již pozdě. Po své matce Žofie zdědila Lower Lodge ve windsorském Great Parku, který přenechala princi regentovi. Po smrti sestry Augusty v roce 1840 Žofie zdědila Clarence House a Frogmore House.
Po královnině smrti žila Žofie svá poslední léta v Kensingtonském paláci vedle své neteře princezny Viktorie z Kentu, budoucí královny Viktorie. V důsledku toho byla princezna Žofie jednou z mála příbuzných z otcovy strany, které Viktorie často vídala. Stejně jako její švagrová vévodkyně z Kentu také Žofie podlehla kouzlu Viktoriina kontrolora sira Johna Conroye a nechala ho spravovat své peníze. Princezna se stala součástí společenského kruhu vévodkyně z Kentu a na oplátku špehovala pro Conroye, když nebyl v Kensingtonském paláci. Žofie také informovala Conroye o tom, co slyšela v St. James's Palace, protože měla privilegovaný přístup k dvořanům i ke svým dvěma starším bratrům. Drbny spekulovaly, že se jí na Conroyovi zalíbila jeho schopnost vypořádat se s „šikanujícím úsilím“ Žofiina nemanželského syna, zatímco někteří historikové píší, že Conroy Žofi, které se v posledních letech života „motala hlava, snadno se zmatla... truchlila“, využíval, a to také kvůli "jejímu blednoucímu pohledu" a tomu, že to byla „zmatená, téměř slepá teta“. Žofie s rodinou často večeřela, ale vévodkyně z Kentu jí opovrhovala. Princezna Viktorie si byla vědoma, že je její teta špionka Conroye a tak se s ní nikdy nesblížila. Žofiino bohatství umožnilo Conroyovi žít bohatým životním stylem, když si pro sebe pořídil dům v Kensingtonu za 4 000 liber a dvě další panství za 18 000 liber. Žofie byla také zodpovědná za to, že někteří členové Viktoriiny domácnosti získali vyšší postavení; například Viktoriina guvernantka Luisa Lehzenová byla na příkaz Jiřího IV. jmenována hannoverskou baronkou a Conroyovi byl udělen řád Guelfů.

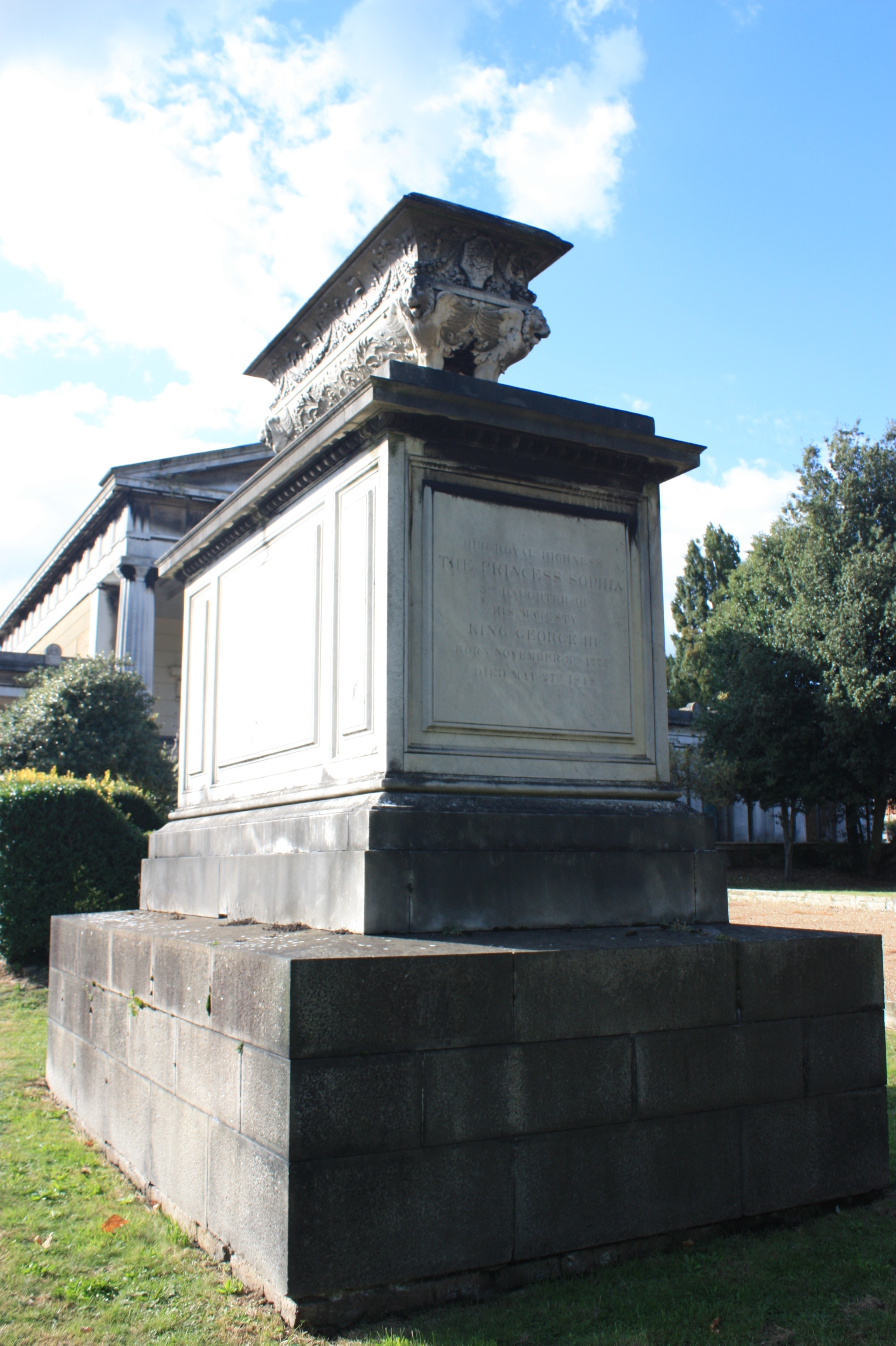
Hrobka princezny Žofie, hřbitov Kensal Green.

### Úmrtí
Poté, co byla více než deset let slepá, ráno 27. května 1848 princezna Žofie ve svém sídle na Vicarage Place v Kensingtonu onemocněla; navštívila ji její sestra Marie, švagrová Adelheid Sasko-Meiningenská a manžel královny Viktorie Albert Sasko-Kobursko-Gothajský. K princeznině smrti došlo v půl sedmé téhož dne za přítomnosti sestry Marie, vévodkyně z Kentu a Cambridge.
Princezna byla pohřbena na hřbitově Kensal Green v Londýně, východně od centrální kaple spíše než na hradě Windsor, protože si přála být poblíž svého bratra Augusta Frederika, vévody ze Sussexu (ten leží na protější straně cesty). Po její smrti se zjistilo, že Conroy utratil většinu jejích peněz a že princezna neměla prakticky žádný majetek, který by mohla odkázat. Charles Greville si 31. května zapsal do svého deníku: "Princezna Žofie zemřela před několika dny, zatímco královna [Viktorie] pořádala salon ke svým narozeninám. Byla slepá, bezmocná a prodělala mučednickou smrt; velmi chytrá, dobře informovaná žena, která však nikdy nežila ve světě."

## Tituly a oslovení

Erb princezny Žofie.

- 3. listopadu 1777 – 27. května 1848: Její královská Výsost princezna Žofie

## Vývod z předků
|               |                                                |  |                                          |                                                  |  |  |  |  |  |  |  | Jiří I. |
|               |                                                |  |                                          |                                                  |  |  |  |  |  |  |  |         |
|               | Jiří II.                                       |  |                                          |                                                  |  |  |  |  |  |  |  |         |
|               |                                                |  |                                          |                                                  |  |  |  |  |  |  |  |         |
|               |                                                |  |                                          | Žofie Dorotea z Celle                            |  |  |  |  |  |  |  |         |
|               |                                                |  |                                          |                                                  |  |  |  |  |  |  |  |         |
|               | Frederik Ludvík Hannoverský                    |  |                                          |                                                  |  |  |  |  |  |  |  |         |
|               |                                                |  |                                          |                                                  |  |  |  |  |  |  |  |         |
|               |                                                |  |                                          | Jan Fridrich Braniborsko-Ansbašský               |  |  |  |  |  |  |  |         |
|               |                                                |  |                                          |                                                  |  |  |  |  |  |  |  |         |
|               | Karolina z Ansbachu                            |  |                                          |                                                  |  |  |  |  |  |  |  |         |
|               |                                                |  |                                          |                                                  |  |  |  |  |  |  |  |         |
|               |                                                |  |                                          | Eleonora Sasko-Eisenašská                        |  |  |  |  |  |  |  |         |
|               |                                                |  |                                          |                                                  |  |  |  |  |  |  |  |         |
|               | Jiří III.                                      |  |                                          |                                                  |  |  |  |  |  |  |  |         |
|               |                                                |  |                                          |                                                  |  |  |  |  |  |  |  |         |
|               |                                                |  |                                          | Fridrich I. Sasko-Gothajsko-Altenburský          |  |  |  |  |  |  |  |         |
|               |                                                |  |                                          |                                                  |  |  |  |  |  |  |  |         |
|               | Fridrich II. Sasko-Gothajsko-Altenburský       |  |                                          |                                                  |  |  |  |  |  |  |  |         |
|               |                                                |  |                                          |                                                  |  |  |  |  |  |  |  |         |
|               |                                                |  |                                          | Magdaléna Sibyla Sasko-Weissenfelská             |  |  |  |  |  |  |  |         |
|               |                                                |  |                                          |                                                  |  |  |  |  |  |  |  |         |
|               | Augusta Sasko-Gothajská                        |  |                                          |                                                  |  |  |  |  |  |  |  |         |
|               |                                                |  |                                          |                                                  |  |  |  |  |  |  |  |         |
|               |                                                |  |                                          | Karel Anhaltsko-Zerbstský                        |  |  |  |  |  |  |  |         |
|               |                                                |  |                                          |                                                  |  |  |  |  |  |  |  |         |
|               | Magdalena Augusta Anhaltsko-Zerbstská          |  |                                          |                                                  |  |  |  |  |  |  |  |         |
|               |                                                |  |                                          |                                                  |  |  |  |  |  |  |  |         |
|               |                                                |  |                                          | Žofie Sasko-Weissenfelská                        |  |  |  |  |  |  |  |         |
|               |                                                |  |                                          |                                                  |  |  |  |  |  |  |  |         |
| Žofie Britská |                                                |  |                                          |                                                  |  |  |  |  |  |  |  |         |
|               |                                                |  |                                          |                                                  |  |  |  |  |  |  |  |         |
|               |                                                |  | Adolf Fridrich I. Meklenbursko-Zvěřínský |                                                  |  |  |  |  |  |  |  |         |
|               |                                                |  |                                          |                                                  |  |  |  |  |  |  |  |         |
|               | Adolf Fridrich II. Meklenbursko-Střelický      |  |                                          |                                                  |  |  |  |  |  |  |  |         |
|               |                                                |  |                                          |                                                  |  |  |  |  |  |  |  |         |
|               |                                                |  |                                          | Marie Kateřina Brunšvicko-Dannenberská           |  |  |  |  |  |  |  |         |
|               |                                                |  |                                          |                                                  |  |  |  |  |  |  |  |         |
|               | Karel Ludvík Fridrich Meklenbursko-Střelický   |  |                                          |                                                  |  |  |  |  |  |  |  |         |
|               |                                                |  |                                          |                                                  |  |  |  |  |  |  |  |         |
|               |                                                |  |                                          | Kristián Vilém I. Schwarzbursko-Sondershausenský |  |  |  |  |  |  |  |         |
|               |                                                |  |                                          |                                                  |  |  |  |  |  |  |  |         |
|               | Kristýna Emílie Schwarzbursko-Sondershausenská |  |                                          |                                                  |  |  |  |  |  |  |  |         |
|               |                                                |  |                                          |                                                  |  |  |  |  |  |  |  |         |
|               |                                                |  |                                          | Antonie Sibyla z Barby-Mühlingenu                |  |  |  |  |  |  |  |         |
|               |                                                |  |                                          |                                                  |  |  |  |  |  |  |  |         |
|               | Šarlota Meklenbursko-Střelická                 |  |                                          |                                                  |  |  |  |  |  |  |  |         |
|               |                                                |  |                                          |                                                  |  |  |  |  |  |  |  |         |
|               |                                                |  |                                          | Arnošt Sasko-Hildburghausenský                   |  |  |  |  |  |  |  |         |
|               |                                                |  |                                          |                                                  |  |  |  |  |  |  |  |         |
|               | Arnošt Fridrich I. Sasko-Hildburghausenský     |  |                                          |                                                  |  |  |  |  |  |  |  |         |
|               |                                                |  |                                          |                                                  |  |  |  |  |  |  |  |         |
|               |                                                |  |                                          | Žofie Henrieta Waldecká                          |  |  |  |  |  |  |  |         |
|               |                                                |  |                                          |                                                  |  |  |  |  |  |  |  |         |
|               | Alžběta Sasko-Hildburghausenská                |  |                                          |                                                  |  |  |  |  |  |  |  |         |
|               |                                                |  |                                          |                                                  |  |  |  |  |  |  |  |         |
|               |                                                |  |                                          | Jiří Ludvík I. z Erbachu                         |  |  |  |  |  |  |  |         |
|               |                                                |  |                                          |                                                  |  |  |  |  |  |  |  |         |
|               | Žofie Albertina z Erbachu                      |  |                                          |                                                  |  |  |  |  |  |  |  |         |
|               |                                                |  |                                          |                                                  |  |  |  |  |  |  |  |         |
|               |                                                |  |                                          | Amálie Kateřina Waldecká                         |  |  |  |  |  |  |  |         |
|               |                                                |  |                                          |                                                  |  |  |  |  |  |  |  |         |